# Давудлу
Давудлу́ (азерб. Davudlu) — село в Агдашском районе Азербайджана.

## Этимология
Название происходит от имени сына везиря Аббаса I Аллахверди-хана - Давуда.

## История
Село основано в XV веке управляющим Карабахским беглярбекством Давудом для проживания своей семьи.
В 1926 году согласно административно-территориальному делению Азербайджанской ССР село относилось к дайре Ляки Геокчайского уезда.
После реформы административного деления и упразднения уездов в 1929 году был образован Гювекендский сельсовет в Агдашском районе Азербайджанской ССР.
Согласно административному делению 1961 и 1977 года село Давудлу входило в Гювекендский сельсовет Агдашского района Азербайджанской ССР.
В 1999 году в Азербайджане была проведена административная реформа и был учрежден Биналарский муниципалитет Агдашского района. 30 мая 2014 года Биналарский муниципалитет был ликвидирован, а села вошли в Гювекендский муниципалитет.

## География
Неподалёку от села протекает река Турианчай.
Село находится в 16 км от райцентра Агдаш и в 245 км от Баку. Ближайшая ж/д станция — Ляки.
Высота села над уровнем моря — 20 м.

## Население
| Численность населения |
| 1979                  |
| --------------------- |
| 300                   |

## Климат
| Показатель                    | Янв. | Фев. | Март | Апр. | Май  | Июнь | Июль | Авг. | Сен. | Окт. | Нояб. | Дек. | Год  |
| ----------------------------- | ---- | ---- | ---- | ---- | ---- | ---- | ---- | ---- | ---- | ---- | ----- | ---- | ---- |
| Средний суточный максимум, °C | 7,0  | 8,3  | 12,6 | 20,6 | 25,6 | 29,9 | 33,6 | 32,4 | 28,1 | 21,1 | 14,3  | 9,2  | 20,2 |
| Средняя температура, °C       | 3,0  | 4,3  | 8,1  | 14,8 | 19,7 | 24   | 27,3 | 26,2 | 22,3 | 16   | 10,1  | 5    | 15,1 |
| Средний суточный минимум, °C  | −1   | 0,2  | 3,7  | 9    | 13,8 | 18,2 | 21,1 | 20   | 16,5 | 11   | 6,0   | 1,2  | 10   |
| Норма осадков, мм             | 22   | 27   | 31   | 41   | 55   | 43   | 22   | 25   | 25   | 53   | 31    | 26   | 401  |

Среднегодовая температура воздуха в селе составляет +15,1 °C. В селе семиаридный климат.

## Инфраструктура
В 2010 году в село налажена поставка природного газа.
В селе расположена школа имени М. Музаффарова.